# Lisel Mueller
Lisel Mueller (geboren als Elisabeth Annedore Neumann am 8. Februar 1924 in Hamburg; gestorben am 21. Februar 2020 in Chicago) war eine deutschamerikanische Dichterin und Übersetzerin. Als erste und bisher einzige in Deutschland geborene Dichterin erhielt Lisel Mueller 1997 den Pulitzer-Preis für Dichtung.

## Leben

### Kindheit und Jugend
Lisel Muellers Eltern waren der Reformpädagoge Fritz C. Neumann (1897–1976) und die Lehrerin Ilse Burmester (1899–1953). Fritz C. Neumann war von 1923 bis 1930 Lehrer an der Lichtwarkschule und danach an einem Hamburger Realgymnasium. Zugleich engagierte er sich beim Aufbau der klandestinen Marxistischen Abendschule. Er wurde nach der Machtübergabe an die Nationalsozialisten 1933 als eines der ersten politischen Opfer des Gesetzes zur Wiederherstellung des Berufsbeamtentums im Mai aus dem Schuldienst entlassen. Nach vergeblichen Versuchen, in Frankreich und England angestellt zu werden, und einer kurzzeitigen Beschäftigung in einem Hamburger Steuerberaterbüro wurde Neumann 1935 von der Gestapo verhaftet. Nach wenigen Tagen Haft im KZ Fuhlsbüttel freigelassen, ging er nach Italien, um dort als Lehrer an Exilschulen für jüdische Kinder zu arbeiten.
Elisabeth durfte ihn im ersten Sommer dorthin begleiten und erlebte 1935 in der Arena von Verona ihre erste Opernaufführung, Cavalleria Rusticana, ein Erlebnis, das sie in einem 54 Jahre später im Band Waving From Shore veröffentlichten Gedicht gleichen Titels verarbeiten sollte. Nachdem im September 1937 Fritz C. Neumann dank Affidavit und einer auf ein Jahr befristeten Anstellung die Einreise in die USA gelungen war, gelang es der allein mit den Töchtern in Hamburg zurückgebliebenen Mutter Ilse, als Aushilfslehrerin an einer Volksschule die künftige Dichterin und ihre vier Jahre jüngere Schwester Ingeborg durchzubringen. Der Familiennachzug wurde möglich, nachdem Neumann 1938 eine Festanstellung am Evansville College in Evansville (Indiana) erhalten hatte. „Im Juni 1939, drei Monate vor dem Ausbruch des Zweiten Weltkriegs, folgten wir ihm in die Vereinigten Staaten“, hielt Mueller 1983 in dem autobiografischen Essay Return fest. Auf der Passagierliste der Hansa, die am 1. Juni 1939 in Hamburg ablegte, firmierte Mueller noch als Elisabeth; in späteren Dokumenten wird sie stets als Lisel bezeichnet. Mehrfach schilderte Mueller später in ihrer Prosa und in ihren Gedichten ihre Hamburger Schulzeit als geprägt durch ständig lauernde Gefahr, quälende Fahnenappelle und die Angst, in der Schule den Verbleib des Vaters zu verraten. Zugleich bekannte sie in ihren Texten auch ihre Faszination für eine komplett dem Hitlerismus verfallene Lehrerin, die sie als „sexless divinity“ erlebt habe.

### Anfänge in den USA
Zu Beginn des akademischen Jahrs 1942/43 wurde Lisel Neumann am College von Evansville immatrikuliert, wo sie im Frühjahr 1944 ihren B.A. in Soziologie ablegte. Zugleich lernte sie dort Paul E. Mueller (1923–2001) kennen. Die beiden heirateten am 15. Juni 1943. Als Wehrpflichtiger musste ihr Mann unmittelbar danach an die Front. Eingesetzt wurde er auf Adak, einer Aleuten-Insel, wie es in einer unveröffentlichten biografischen Skizze Lisel Muellers heißt. Nach dem Krieg legte Paul E. Mueller zunächst einen B.A. in Musikwissenschaft am neuen Roosevelt-College in Chicago ab. Ab 1948 studierte das Ehepaar in Bloomington, Indiana: Er wirkte als Assistent bei Paul Nettl an dessen Forgotten Musicians mit und erlangte mit einer Arbeit über den Einfluss englischer Musiker auf die kontinentale Musik des 16. und frühen 17. Jahrhunderts 1954 seinen PhD-Abschluss. Lisel, die halbtags in der städtischen Bücherei arbeitete, war in Vergleichender Literaturwissenschaft eingeschrieben. Sie belegte dort insbesondere Kurse bei Märchenforscher Stith Thompson.
Nach dem Tod von Ilse Neumann Anfang Juni 1953 zog das Paar zu Lisels verwitwetem Vater nach Evanston (Illinois); Paul E. Mueller fand eine Anstellung als Lektor im Jura-Fachverlag Commerce Clearing House in Chicago, bei dem er bis zur Pensionierung angestellt blieb. In Reaktion auf den Tod der Mutter begann Lisel Mueller zu dichten. “The death of the mother hurt the daughter in to poetry”, heißt es im Gedicht Curiculum Vitae (1992). Dafür eignete sie sich im Selbststudium Kenntnisse der amerikanischen Lyrik und technische Mittel an. Zugleich arbeitete sie in unterschiedlichen Anstellungen, unter anderem als Sprechstundenhilfe in einer Hals-Nasen-Ohrenarztpraxis, wie sie im Essay Learning to Play By Ear festhielt. 1958 bauten sich die Muellers ein Haus in Lake Forest, Illinois und zogen dorthin um. Im nördlichen Umland von Chicago knüpften sie Kontakte zu anderen musisch Interessierten. Laut dem Essay Learning to Play by Ear entstand dort „eine Gruppe von Dichtern, die sich regelmäßig trifft“ und so erheblich zu ihrem Werdegang beitrug. Zu diesem Freundeskreis soll von Anfang an auch der Schriftsteller Felix Pollak gehört haben. Ihr erstes Gedicht veröffentlichte Lisel Mueller 1957 in der Quarterly Review of Literature, im Jahr darauf folgten Veröffentlichungen in Poetry und im The New Yorker. Im Abstand von etwas über drei Jahren brachte Mueller ihre zwei Töchter zur Welt: im Dezember 1958 Lucy, die heute als freischaffende Fotografin in Chicago arbeitet, und im Februar 1962 Jenny, die Dichterin ist und an der McKendree University, Lebanon (Illinois), Englisch lehrt.

### Karriere und Alltag
1965 veröffentlichte Mueller ihren ersten Gedichtband, Dependencies, der mit dem Robert M. Ferguson Memorial Award ausgezeichnet wurde. Auch übernahm sie als freelancer die Arbeit einer Lyrik-Rezensentin für die Tageszeitung Chicago Daily News, die sie bis zu deren Einstellung 1978 wahrnahm. Ihre in einem sogenannten Chapbook einzelveröffentlichte apikulturelle Fantasie The Life of A Queen wurde 1990 von Donald Grantham für Sopran, Harfe und Orchester in Musik gesetzt und in New York uraufgeführt. Sie zog die Töchter groß und nahm 1971 den nach einem missglückten Versuch der Rückkehr nach Hamburg und einem kleinen Schlaganfall mehr und mehr der Pflege bedürftigen Vater bis zu dessen Tod am 14. April 1976 bei sich auf. Spuren dieser Jahre finden sich in Gedichten wie Another Version, das zuerst 1977 im Chap-Book Voices from Forest erschien:
As in a Russian play, an old man

lives in our house, he is my father;

he lets go of life in such slow motion,

year after year, that the grief

is stuck inside me, a poisoned apple

that won't go up or down

…
Gleichzeitig gestaltete Mueller das literarische Leben Chicagos mit: Sie gründete mit Paul Carroll und Mark Perlberg 1973 das Chicago Poetry Center, das im Herbst 1973 mit einer gemeinsamen Lesung von Allen Ginsberg und William Burroughs eröffnet wurde. Ihre Essays und Gedichte wurden in einer wachsenden Zahl Zeitschriften und Anthologien veröffentlicht, so im Chicago Review, in Ploughshares, im New England Review, in Poetry oder auch in Poetry Northwest, von der sie 1974 und 1977 den Helen Bullis Prize, elf Jahre später den Theodore Roethke Prize verliehen bekam. Ihr längstes Gedicht, Triumph of Life: Mary Shelley, im Sommer 1976 in der Virginia Quarterly Review veröffentlicht, erhielt deren Emily Clark Balch Award. Bereits vor seinem Erscheinen wurde Muellers Gedichtband The Private Life 1975 mit dem Lamont Poetry Prize der Academy of American Poets ausgezeichnet, mit dem jeweils das zweite Buch einer Dichterin oder eines Dichters geehrt wird. Der Preis war damals zwar noch nicht dotiert, verschaffte Mueller aber erstmals Wahrnehmung in der Literaturszene der gesamten USA. Lesereisen führten sie durchs ganze Land. Zudem begann Mueller eine rege Lehrtätigkeit: Als Gastprofessorin unterrichtete sie am Goddard College in Plainfield (Vermont), an der University of Chicago und am Warren Wilson College, Swannanoa (North Carolina). Zur Poet in Residence ernannten sie die Universitäten Washington, Wichita State Missouri-Kansas City sowie das Elmhurst-College.

### Ruhm und Alter
Für den 1980 erschienenen Band The Need to Hold Still erhielt Mueller 1981 den National Book Award for Poetry. Zugleich mit dieser großen nationalen Anerkennung avancierte Mueller, die vor politischen Einschätzungen nicht zurückschreckte, in der polarisierten Reagan-Ära zu einer gefragten öffentlichen Gesprächspartnerin. Zumal Radio-Legende Louis „Studs“ Terkel lud sie häufig ins WFMT-Rundfunkstudio ein. Zwischen 1984 und 1996 entstanden fünf einstündige Interviews. Im September 1983 unternahm Lisel Mueller an der Seite ihres Mannes Paul erstmals eine Reise nach Deutschland und besuchte auch ihre Heimatstadt Hamburg: Sie schildert auf englisch „[E]ven now the need for the journey feels more like an obligation than a wish“ im Essay Return ihre zwiespältigen Gefühle bei dieser Reise. Gleichwohl hatte sie unmittelbare Folgen fürs Werk. So trat Mueller danach als Übersetzerin aus dem Deutschen hervor: Sie übertrug erstmals Gedichte und Erzählungen von Marie Luise Kaschnitz sowie Anna Mitgutschs ersten Roman Die Züchtigung (1985) ins Englische. Auch griffen mehrere Gedichte der später entstandenen Bände die Begegnungen und Erfahrungen der Deutschlandreise auf. So finden die beklemmenden Eindrücke beim Besuch der Verwandten hinter der Mauer in der DDR in The Exhibit im Band Second Language ihren Niederschlag. Die Entfremdung, die das eigene Eintauchen in die Sprache der Kindheit bewirken kann, thematisiert das Gedicht Visiting My Native Country With My American-Born Husband, das Eingang in Waving From Shore gefunden hat:
When I come back I look different,

while he remains what he is,

what he always was.
Als erster und bisher einziger in Deutschland geborenen und sozialisierten Dichterin wurde Lisel Mueller 1997 der Pulitzer-Preis für Dichtung verliehen. Ausgezeichnet wurde damit ihr Band Alive Together, den sie später als ihren Schwanengesang bezeichnen sollte. Aus gesundheitlichen Gründen siedelte das Ehepaar Mueller 1999 von Lake County in eine Seniorenresidenz in Chicago um, wo Paul am 1. Januar 2001 starb. 2002 erhielt Mueller den hochdotierten Ruth Lilly Poetry Prize.
Wenig später gab Mueller das Schreiben auf, teils wegen abnehmender Sehkraft, teils weil nach ihrer eigenen Schilderung die Sprachbilder ausblieben: Sie erklärte der Journalistin Nell Casey 2006 auf englisch „The language no longer flows“. Bis 2011 arbeitete sie aber im Kollegium der von ihrer Schülerin Linda Nemec Foster initiierten Lisel Mueller-Scholarship, mit der Literaturstudierende am Warren Wilson College unterstützt werden, die kleine Kinder haben. 2019 erhielt sie das Bundesverdienstkreuz. Mueller starb im Februar 2020 im Alter von 96 Jahren.

## Poetik

### Einordnung
Muellers eigene poetologischen Aussagen finden sich außer in ihren Gedichten in Interviews, in ihren Rezensionen, in Sammelbänden wie Learning to Play By Ear und in Anthologien wie im Auftaktband der Reihe Voyages to the Inland Sea von 1971. Literaturwissenschaftlich wurde ihr Werk bislang noch wenig erschlossen. Mitunter wurde es der Strömung der Post-Confessionals zugerechnet Beschrieben wurde es oft kontradiktorisch als zugänglich, aber tiefgründig: So attestierte ihm die Dichterin Paulette Roeske eine „absolute Klarheit“, die aber „Geheimnis nicht ausschließt“. Alice Fulton verglich in ihrer Rezension von Second Language die Lektüre mit einem Blick auf einen See: „Erst denkst du: Nichts Neues hier. Noch eine Welle und noch ein Blatt. Aber wenn du die volle Aufmerksamkeit darauf richtest, bist du verblüfft von der Hintergründigkeit und dem Geschehen unter der nur scheinbar einfachen Oberfläche“. Nach Muellers eigener Einschätzung ist Dichtung grundsätzlich randständig und zugleich von gesellschaftlichem Umfeld und sowohl kultureller als auch geografischer Herkunft abhängig: „Es ist kein Geheimnis, dass Dichter keinen Platz haben in der Gesellschaft Amerikas und dass […] der wahre Dichter zumal im schroffen mittleren Westen mit dem Status eines Dorfdeppen vorlieb nehmen muss“, hielt sie 1971 im Essay Midwestern Poetry: Goodbye to All That fest. Einen romantischen Anspruch auf Originalität wies sie in mehreren Gedichten ausdrücklich als illusorisch zurück. So heißt es in What is Left to Say:
The self steps out of the circle;

[…]

How splendidly arrogant it was

when it believed the gold-filled tomb

of language awaited its raids!

Now it frequents the junkyards,

knowing all words are secondhand.
Mueller habe “in no way transformed the language of poetry”, stellte daher Willard Spiegelman in seinem Essay Revisiting the Nineties fest. “She offers, instead a clarification of ordinary life, even at its most bizarre.”

### Einflüsse
Zu dichten lerne man „hauptsächlich durch Nachahmung, genau wie wir zu sprechen und zu laufen lernen“, erläuterte Mueller in einem Interview mit Nancy Bunge. Ihr Werk zeugt entsprechend von einer großen Offenheit für unterschiedlichste literarische und außerliterarische Einflüsse, die umgekehrt schwierig zu spezifizieren sind. So erklärte sie den Versuch, Anklänge an Wallace Stevens in ihrem ersten Gedichtband Dependencies zu erkennen, im Gespräch mit Stan Rubin und William Heyen für abwegig: „Ich denke nicht, dass ich auch nur annähernd wie Stevens schreibe. Ich kann keinerlei Einfluss von ihm auf mein Werk erkennen, aber ich wäre überglücklich, so zu schreiben wie er.“ Als ersten Lyriker, für den sie sich begeistert habe, benannte Mueller selbst stets Carl Sandburg. Als Jugendliche habe sie dessen Werk fasziniert, denn „es hatte mit der wirklichen Welt zu tun und seine Sprache war direkt.“ Im Zuge ihres Selbststudiums setzte sie sich intensiv mit den New Critics auseinander und rezipierte dichtungstheoretische Schriften von Ezra Pound und W.H. Auden. Ausdrückliche Bezüge gibt es im Frühwerk zu William Butler Yeats: Das Gedicht In the Rag and Bone-Shop zitiert bereits im Titel dessen The Circus Animals' Desertion und bittet ihn um Beistand beim Dichten. Im Langgedicht The Triumph of Life: Mary Shelley entwarf Mueller dessen Protagonistin ausdrücklich als Identifikationsfigur. Ebenso explizit griff Mueller in mehreren Phasen ihres Schaffens auf Bert Brecht zurück, und als Rezensentin lässt sie große Bewunderung für Rainer Maria Rilke erkennen. Von überragender Bedeutung für ihr Werk war die reflektierte Rezeption von Volksmärchen und Mythen: Diese bezeichnete sie als „Schatzberg der Metaphern“, den sie für ihr Dichten geplündert habe. Als von ihnen geprägt stellt sich auch der erzählerische Gestus ihrer Lyrik dar. Eine große Zahl spezifischer Bilder oder Chiffren, wie die Hand, die aus dem Grab wächst, oder der singende Knochen haben eine folkloristische Herkunft. Andere Gedichte verweisen auf bildende Kunst oder Musik. So hatte sich Mueller von Anfang an auf Jazz, vor allem aber auch auf klassische Musik bezogen. Dementsprechend heißt es im Gedicht Place and Time, das zum Spätwerk gehört:
My life began

with Beethoven and Schubert

on my mother’s grand piano […]
Mueller beschränkte sich dabei aber nicht auf die Rezeption von Klassik und Romantik, sondern setzte sich auch mit der atonalen Gegenwartsmusik ihrer Zeit auseinander: Ihr In Memory of Anton Webern gehörte zu den ersten Gedichten, die sie hatte publizieren können.

## Werke (Auswahl)

### Gedichtbände
- Dependencies, University of North Carolina Press, 1965
- The Private Life, Louisiana State University Press, Baton Rouge 1976
- The Need to Hold Still, Louisiana State University Press, Baton Rouge 1980
- Second Language, Louisiana State University Press, Baton Rouge 1986
- Waving from Shore, Louisiana State University Press, 1989
- Alive Together: New and Selected Poems, Louisiana State University Press, Baton Rouge 1996
  - Brief vom Ende der Welt. Ausgewählte Gedichte, zweisprachig; mit dem Zyklus Stimmen aus dem Wald. Übers. Andreas Nohl. Maro, Augsburg 2006

### Einzeldrucke, Chapbooks und Schmuckausgaben
- Life of a Queen. Northeast/Juniper, La Crosse 1970
- Voices from the Forest Juniper Press, La Crosse 1977
- Naming The Animals, Copper Canyon Press, Port Townsend 1980
- Missing the Dead, Chicago Poetry Center o. J. (1989?)
- Spell for a Traveler Lisel Mueller with Michael Donovan (ill), Chicago Poetry Center 2006
- The White of Ships. Poem by Marie Luise Kaschnitz, translated by Lisel Mueller, Illustrationen Michele Burgess. Brighton Press, San Diego 2008
- Herbarium. Prose Poem by Marie Luise Kaschnitz, translation by Lisel Mueller, Illustrationen Michele Burgess. Brighton Press 2010
- Grave Deposits.Prose Poem by Marie Luise Kaschnitz, translation by Lisel Mueller, Illustrationen Michele Burgess. Brighton Press 2010
  - Stimmen aus dem Wald Übers. Wendelin Himmelheber. Offizin Jodok, Göttingen 1989

### Prosa
- Learning to Play by Ear, Juniper Press, La Crosse 1990

### Übersetzungen aus dem Deutschen
- Selected Later Poems of Marie Luise Kaschnitz, Ausw. aus Neue Gedichte (1957) und Mein Schweigen deine Stimme (1962) Princeton University Press, Princeton 1980
- Circe’s mountain. Stories by Marie Luise Kaschnitz, Milkweed, Minneapolis 1990
- Whether or Not by Marie Luise Kaschnitz, Ausw. aus Steht noch dahin (1970), Juniper, Lacrosse 1984
- Three Daughters, Übersetzung von Anna Mitgutsch: Züchtigung (1985), Harcourt, Brace, Jovanovich, San Diego 1987. Auch als Punishment, Virago, London 1988

## Rezeption
Vertonungen
- Howard Sandroff: The bride’s complaint for soprano and computer generated electronics: A setting of a poem by Lisel Mueller. 1987
- Donald Grantham: The Life of a Queen für Harfe, Sopran und Kammerorchester, UA 1990 New York
- Gwyneth Walker: The Laughter of Women für Sopran, Geige und Klavier, oder Sopran, Klarinette und Klavier, Auftragswerk für das Ensemble „Donne e Doni“, New Canaan, Walker Music Productions 2000; 2002[48]
- Tom Cipullo: Of a Certain Age für Sopran (Mezzo) und Klavier, darin „Magnolia“, „There Are Mornings“, „Fugitive“, „Mary“ und „The Garden“, Oxford, Oxford University Press 2009
- Max Raimi: Three Lisel Mueller Settings für Sopran (Mezzo) und Symphonieorchester, Auftragswerk für das Chicago Symphony Orchestra, UA 2018, Chicago[49]

## Auszeichnungen (Auswahl)
- Lamont Poetry Prize (1975) für The Private Life
- National Book Award for Poetry (1981) für The Need to Hold Still
- Pulitzer-Preis für Dichtung (1997) für Alive Together: New & Selected Poems[50]
- Ruth Lilly Poetry Prize (2002)
- Bundesverdienstkreuz (2019)[51]